# Élections cantonales valaisannes de 1981
Les élections cantonales valaisannes se sont déroulées les 1er mars 1981 et 9 mars 1981 afin de renouveler le Grand Conseil et le Conseil d'État du canton du Valais.
Le Parti démocrate-chrétien régresse légèrement, mais il conserve sa majorité absolue au Grand-conseil avec 80 sièges. Il conserve également sa majorité au Conseil d'État où il fait élire ses 4 candidats. Le Parti radical-démocratique progresse fortement avec un gain de 6 sièges et s'établit à 31 députés. Son représentant au sein du Conseil d'État est également réélu. Le Parti socialiste, qui avait progressé à 15 sièges en 1977, malgré son alliance avec Kritische Oberwallis (KO) et le Mouvement social indépendant (MSI), 3 sièges pour le MSI en 1977, la coalition égare 4 sièges au Grand Conseil et échoue à faire élire son candidat au Conseil d'État. 
Pour les petites formations, les Indépendants et hors partis de Sierre conservent les deux sièges obtenu en 1977 sous la bannière du mouvement Démocratie et progrès. Le Mouvement démocratique sédunois fait son entrée au Grand-Conseil avec deux élus, le Mouvement démocratique d'Hérens et le Parti Chrétien-social de Conthey conservent leur unique siège respectif.

## Grand Conseil
Le parlement du canton du Valais, appelé Grand Conseil, est doté d'une seul chambre, renouvelée intégralement tous les quatre ans au scrutin direct.
Le Grand Conseil est composé de 130 sièges pourvus dans des circonscriptions correspondantes aux 14 districts du canton. Aux 130 députés qui siègent, il faut ajouter 130 députés-suppléants, élus sur des listes séparées et dont la tâche est de remplacer les députés lorsque ceux-ci ne peuvent assister aux séances du Grand Conseil, ou des commissions, à l'exception notables des commissions dite de "Haute surveillance".

### Mode d'élection
Les 130 sièges sont pourvus au scrutin proportionnel. Chaque district forme une circonscription électorale. Le scrutin pour les députés et pour les députés-suppléants se déroule de la même manière.
Les listes sont dites ouvertes et les électeurs ont ainsi la possibilité de les modifier en rayant ou ajoutant des noms, d'effectuer un panachage à partir de candidats de listes différentes ou même de composer eux-mêmes leurs listes sur un bulletin vierge. Après décompte des résultats, les sièges sont répartis selon la méthode du quotient d'Hagenbach-Bischoff puis celle de la plus forte moyenne. Pour entrer dans la répartition des sièges, une liste doit dépasser le seuil électoral fixé à 8%. Les apparentements de liste ne sont pas autorisés par la loi.
Le dépôt des listes a lieu jusqu'au 30 janvier, les numéros de listes sont attribués, par districts, selon l'ordre de dépôt des listes auprès du Préfet.

### Répartition

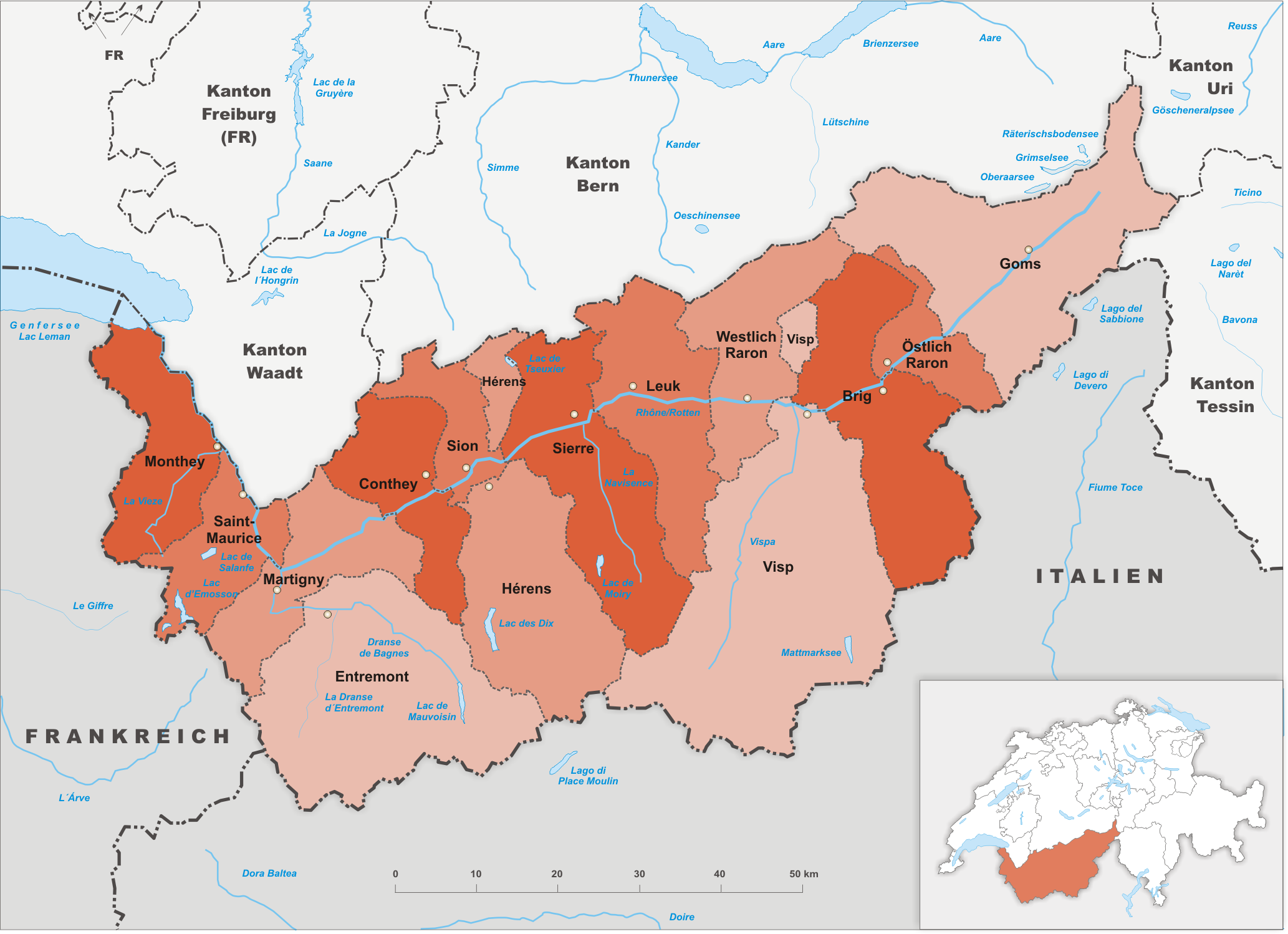
Le canton du Valais et ses districts.

Les sièges sont répartis par rapport à la population vivant dans les différents districts :
| District           | Sièges | Evolution 1977-1981 |
| Conches            | 3      |                     |
| Rarogne-oriental   | 2      |                     |
| Brigue             | 11     |                     |
| Viège              | 14     |                     |
| Rarogne-occidental | 4      |                     |
| Loèche             | 7      |                     |
| Sierre             | 18     |                     |
| Hérens             | 6      |                     |
| Sion               | 17     |                     |
| Conthey            | 9      |                     |
| Martigny           | 15     |                     |
| Entremont          | 6      |                     |
| St-Maurice         | 6      |                     |
| Monthey            | 12     |                     |
| Total              | 130    |                     |

### Résultats

#### Répartition des sièges par district
| District           | Total | PDC/CVPO | PDC/CVPO | CSPO | CSPO | PRD/FDPO | PRD/FDPO | PS/KO/MSI | PS/KO/MSI | Ind. | Ind. | MDS | MDS | PCSC | PCSC | MDH | MDH |
| ------------------ | ----- | -------- | -------- | ---- | ---- | -------- | -------- | --------- | --------- | ---- | ---- | --- | --- | ---- | ---- | --- | --- |
| Conches            | 3     | 2        |          | 1    |      |          |          |           |           |      |      |     |     |      |      |     |     |
| Rarogne-oriental   | 2     | 2        | +1       |      | -1   |          |          |           |           |      |      |     |     |      |      |     |     |
| Brigue             | 11    | 6        |          | 3    |      | 1        | +1       | 1         | -1        |      |      |     |     |      |      |     |     |
| Viège              | 14    | 7        | -1       | 6    |      | 1        | +1       |           |           |      |      |     |     |      |      |     |     |
| Rarogne-occidental | 4     | 2        |          | 2    |      |          |          |           |           |      |      |     |     |      |      |     |     |
| Loèche             | 6     | 4        | +1       | 3    |      |          |          |           | -1        |      |      |     |     |      |      |     |     |
| Sierre             | 18    | 7        | -2       |      |      | 6        | +2       | 3         |           | 2    |      |     |     |      |      |     |     |
| Hérens             | 5     | 4        |          |      |      |          |          | 1         |           |      |      |     |     |      |      | 1   |     |
| Sion               | 18    | 9        | -1       |      |      | 3        |          | 3         | -1        |      |      | 2   | +2  |      |      |     |     |
| Conthey            | 9     | 4        |          |      |      | 3        |          | 1         |           |      |      |     |     | 1    |      |     |     |
| Martigny           | 15    | 6        | +1       |      |      | 7        |          | 2         | -1        |      |      |     |     |      |      |     |     |
| Entremont          | 6     | 4        |          |      |      | 2        |          |           |           |      |      |     |     |      |      |     |     |
| St-Maurice         | 6     | 3        |          |      |      | 2        |          | 1         |           |      |      |     |     |      |      |     |     |
| Monthey            | 12    | 5        | -1       |      |      | 5        | +1       | 2         |           |      |      |     |     |      |      |     |     |
| Valais             | 130   | 65       | -2       | 15   | -1   | 30       | +5       | 14        | -4        | 2    | ±0   | 2   | +2  | 1    | ±0   | 1   | ±0  |

## Conseil d'État
Le gouvernement du Canton du Valais, appelé Conseil d'État, est composé de cinq membres, renouvelés intégralement tous les quatre ans au scrutin direct.

### Mode d'élection
Les 5 sièges sont pourvus au scrutin majoritaire. Le canton forme une circonscription électorale unique.
La constitution garantit un conseiller d'État par région constitutionnelle (Haut-Valais / Valais Central / Bas-Valais). Les deux autres peuvent venir de n'importe quelle région du Canton. Une règle prévoit également qu'il ne peut y avoir plus d'un conseiller d'État issu du même district.
Les listes sont dites ouvertes et les électeurs ont ainsi la possibilité de les modifier en rayant ou ajoutant des noms, d'effectuer un panachage à partir de candidats de listes différentes ou même de composer eux-mêmes leurs listes sur un bulletin vierge. Toutefois il n'est pas possible de voter pour une personne qui ne figure pas sur une des listes déposées.
Le dépôt des listes a lieu jusqu'au 30 janvier, aucun numéro ne leur est attribué et elle n'ont pas nécessairement de nom en en-tête.
Pour être élu, un candidat doit recueillir la majorité absolue des voix au premier tour. Lorsque tous les sièges n'ont pas pu être pourvu au premier tour, un deuxième tour est organisé le deuxième dimanche qui suit le premier tour. Tous les candidats ayant obtenu un nombre de voix supérieur ou égal à huit pour cent du nombre total des votants peuvent se représenter. De même, une liste ayant obtenu un nombre de voix supérieur ou égal à huit pour cent du nombre total des votants peut présenter un ou plusieurs nouveaux candidats ou remplacer un ou plusieurs candidats. Les candidatures sur une liste au deuxième tour ne peuvent pas être plus nombreuses que le nombre de sièges qu'il reste à pourvoir.

### Campagne
Lors du premier tour, huit candidats se présentent à l’élection du Conseil d'État.
Du côté des deux partis composant le Conseil d'État sortant, la situation est la suivante :
Le Parti démocrate-chrétien présente 4 candidats, les sortants Hans Wyer, Guy Genoud et Franz Steiner et un nouveau candidat, Bernard Bornet. Le Parti radical-démocratique présente la candidature de Bernard Comby, qui avait remplacé son collègue de parti, Arthur Bender, en cours de mandat.
Le Parti socialiste présente la candidature de Germain Varone.
Paul Schmidhalter se présente quant à lui en dissidence des candidatures du Parti démocrate-chrétien et Paul Aymon, en candidat sans parti.
À l'issue  du premier tour des élections, aucun candidat n'obtient la majorité absolue, ce qui entraine une ballotage général pour la deuxième fois dans l'histoire politique valaisanne, après celui de 1973.
A l'échéance du dépôt des listes pour le deuxième tour, ce ne sont pas moins de dix candidats qui sont en lice pour cinq sièges de conseillers d'Etat. Les démocrates-chrétiens et les radicaux repartent avec les mêmes candidatures qu'au premier tour. Le Parti Socialiste renonce à présenter une candidature au deuxième tour, mais le député Claude Kalbfuss se lance tout de même dans la course, contre l'avis de ses camarades. Paul Schmidhalter, déjà en dissidence avec le PDC au premier tour, maintient sa candidature. Egalement en dissidence avec les candidatures officielles du PDC, Jacqueline Pont et Ignace Mengis ajoutent leurs noms à la liste des candidats.

### Premier tour
| Candidats          | Candidats          | Liste              | Suffrages |
| ------------------ | ------------------ | ------------------ | --------- |
|                    | Bernard Bornet     | PDC/CVP/CSP        | 41 063    |
|                    | Guy Genoud*        | PDC/CVP/CSP        | 40 589    |
|                    | Hans Wyer*         | PDC/CVP/CSP        | 40 134    |
|                    | Franz Steiner*     | PDC/CVP/CSP        | 33 270    |
|                    | Bernard Comby*     | PRD/FDP            | 30 922    |
|                    | Paul Schmidhalter  |                    | 22 917    |
|                    | Germain Varone     | PS/SP              | 13 472    |
|                    | Paul Aymon         |                    | 420       |
| Bulletins blancs   | Bulletins blancs   | Bulletins blancs   | 1 209     |
| Bulletins nuls     | Bulletins nuls     | Bulletins nuls     | 1 348     |
| Bulletins valables | Bulletins valables | Bulletins valables | 88 171    |
| Majorité absolue   | Majorité absolue   | Majorité absolue   | 44 086    |

### Deuxième tour
| Candidats          | Candidats          | Liste              | Suffrages |
| ------------------ | ------------------ | ------------------ | --------- |
|                    | Bernard Bornet     | PDC/CVP/CSP        | 38 275    |
|                    | Hans Wyer*         | PDC/CVP/CSP        | 37 864    |
|                    | Guy Genoud*        | PDC/CVP/CSP        | 37 063    |
|                    | Bernard Comby*     | PRD/FDP            | 37 021    |
|                    | Franz Steiner*     | PDC/CVP/CSP        | 30 993    |
|                    | Paul Schmidhalter  |                    | 28 685    |
|                    | Jacqueline Pont    |                    | 20 427    |
|                    | Ignace Mengis      |                    | 19 723    |
|                    | Claude Kalbfuss    |                    | 18 169    |
|                    | Paul Aymon         |                    | 214       |
| Bulletins blancs   | Bulletins blancs   | Bulletins blancs   | 358       |
| Bulletins nuls     | Bulletins nuls     | Bulletins nuls     | 689       |
| Bulletins valables | Bulletins valables | Bulletins valables | 84 691    |